# Сестрорецкое болото
Сестрорецкое болото — заказник регионального значения, особо охраняемая природная территория (ООПТ). Статус ООПТ болото получило 15 февраля 2011 года.
Сестрорецкое болото расположено в Курортном районе Санкт-Петербурга, непосредственно примыкает к водохранилищу Сестрорецкий Разлив. Занимает площадь 1877 гектаров, что делает его крупнейшим заказником Санкт-Петербурга. Через заказник протекают реки Сестра и Чёрная перед их впадением в водохранилище Сестрорецкий Разлив.

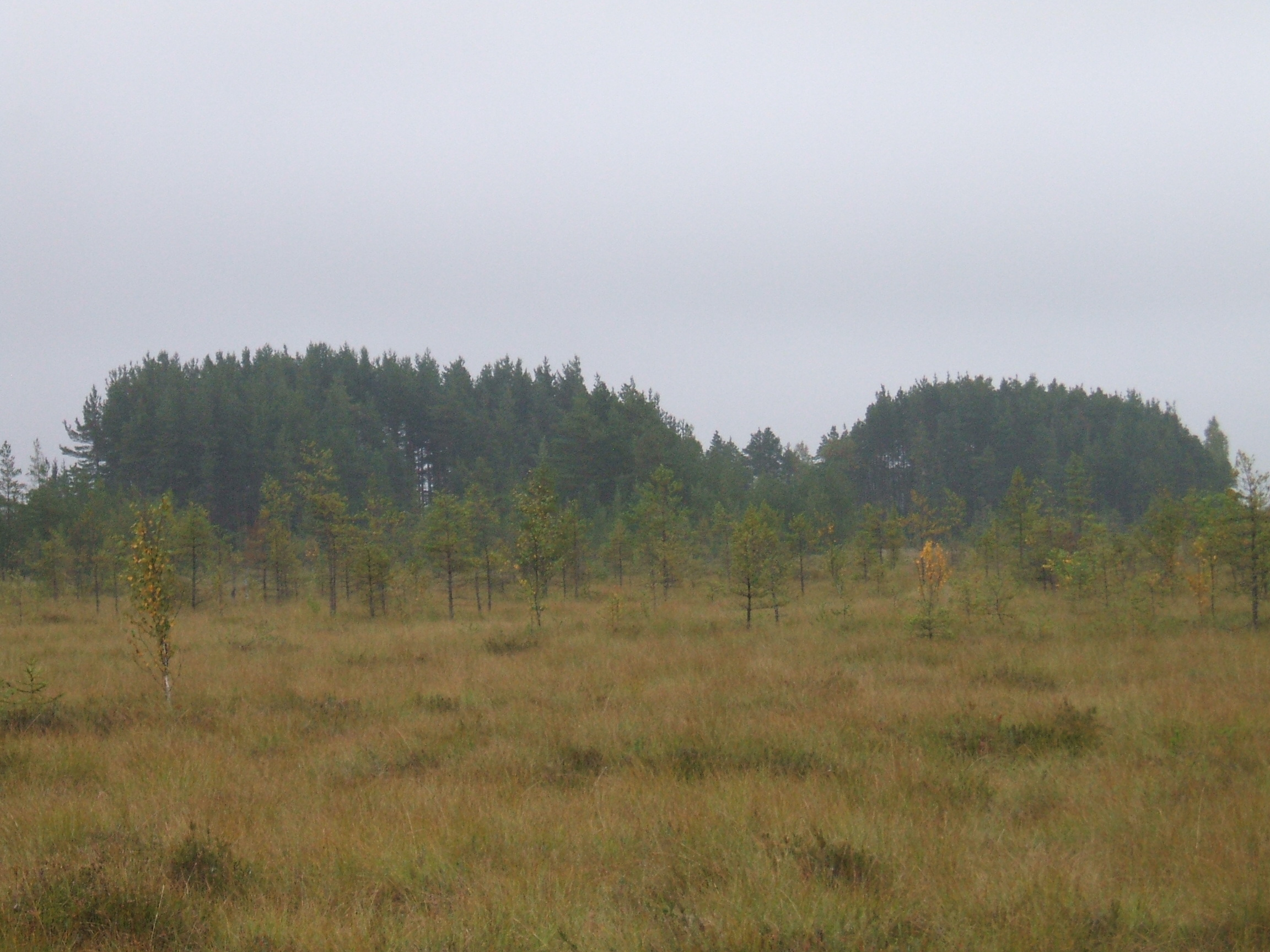
Гривы (дюны) на болоте

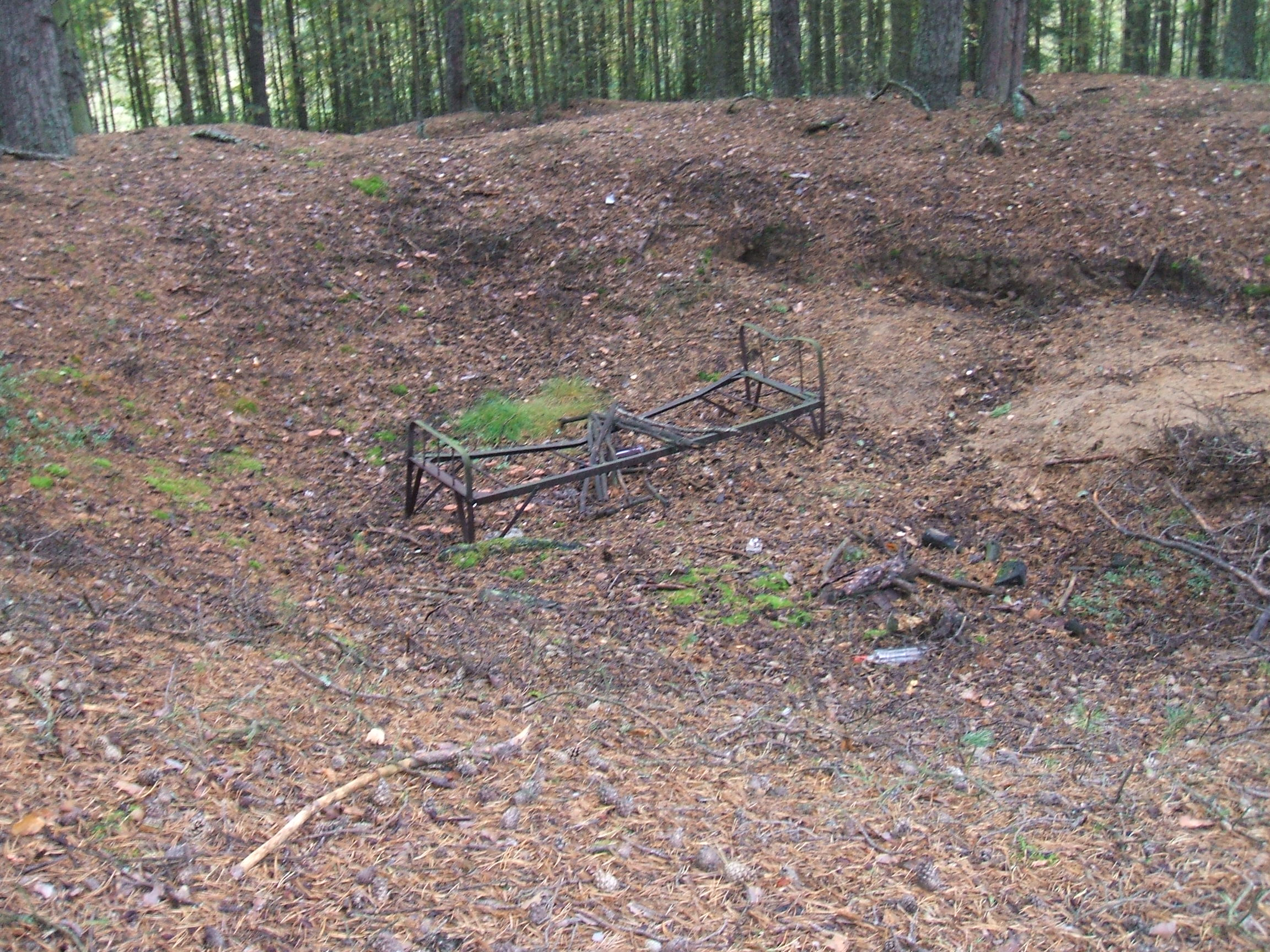
На гривах во время Великой Отечественной войны была землянка

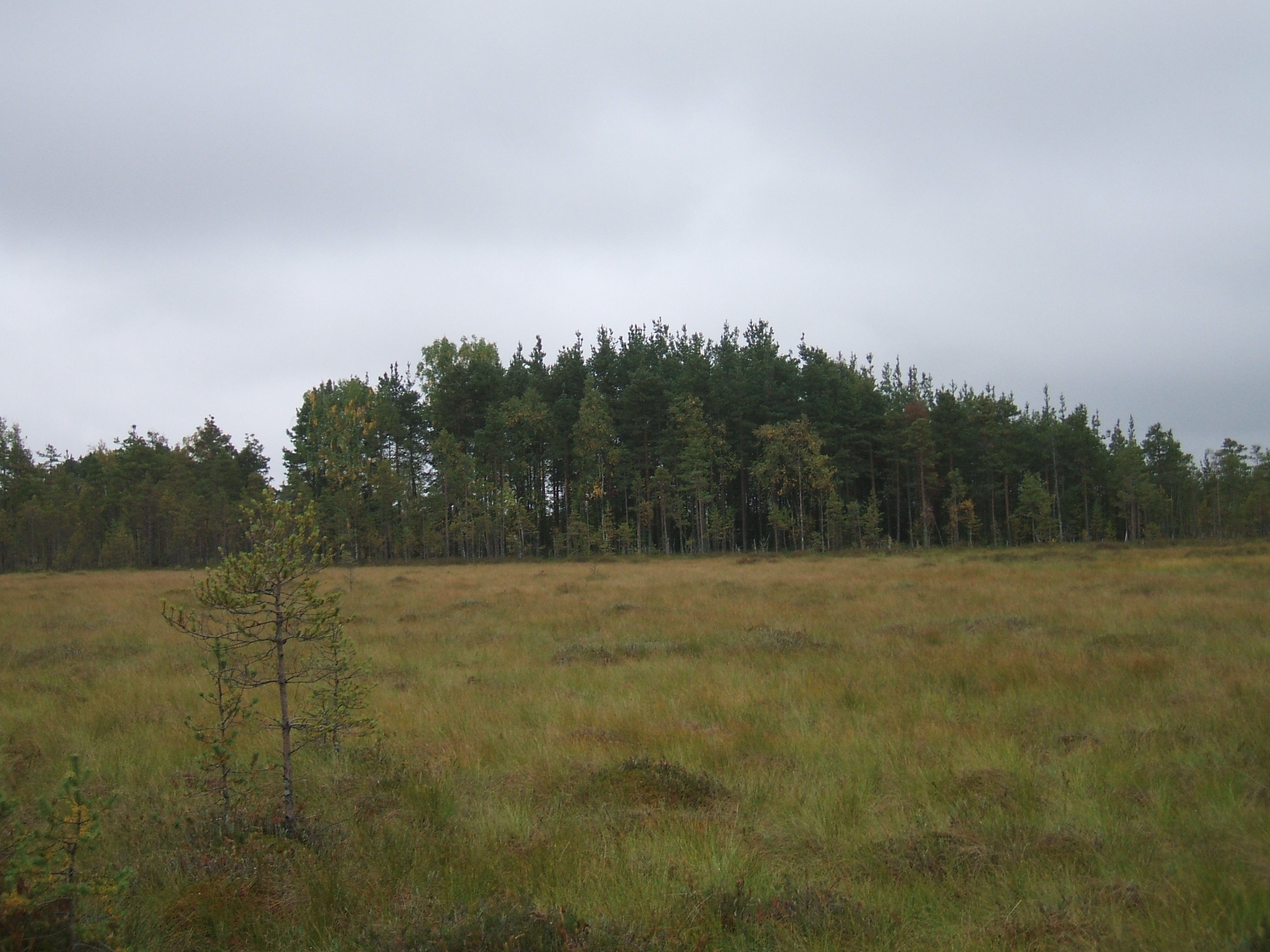
Заболоченные дюны

## Описание
Сестрорецкое болото находится в трёх муниципальных образованиях: Сестрорецк и Белоостров, граница между которыми проходит по реке Сестре, разделяющей болото на две части. Меньшая правобережная находится в Сестрорецке, большая левобережная — в Белоострове. Незначительная по площади территория в районе Ленинской тропы попадает на земли посёлка Песочный.
Болото представляет единую гидрологическую систему, связанную с Финским заливом, — это часть озера Разлив (243 га), рек Сестры и Чёрной, болота. В северной части заказника есть участок горного отвода месторождения гиттиевых глин (залежи целебных лечебных грязей) и древние морские террасы. Прогулки по большей части заказника «Сестрорецкое болото» затруднены — во время весеннего половодья добраться до многих его уголков можно только на лодке, летом — в специальной болотной обуви. А некоторые виды местной фауны, такие как гадюка, заставляют туристов вести себя осторожно. Однако в мае 2019 года был открыт первый участок экотропы, проложенный специально для пеших прогулок.
Северный берег Сестрорецкого Разлива (южный для болота) подвергается разрушающему волновому воздействию от самого длинного разгона ветровых нагрузок юго-западного направления. В результате ежегодно береговая кромка перерабатывается и перемещается на 0,5—1 м. Во время сильных ветров высота волн превышает 1,5—2 м.
Мощность слоя торфа и сапропеля достигает 8 м. На территории болот происходит накопление аллювиальных осаждений, приносимых реками Сестра и Чёрная. Поверхность болота слабовыпуклая: высота центра (10-11 м) превышает высоты периферии (около 8 м).
Над болотом возвышаются затопленные дюны, поросшие сосновыми и еловыми лесами с включением берёзы. Этими дюнами болото делится на две части: восточную, где болота многовековые и имеют возраст, превышающий возраст водохранилища, и западную, где болото сформировалось на затопленных водохранилищем мелководьях.
Болото представляет собой участок болотных ландшафтов, служащий остановкой для перелётных птиц на Беломоро-Балтийском миграционном пути. На территории заказника представлены практически все типы болот, характерные для восточно-прибалтийского региона.

Сестрорецкое болото — один из редких природных объектов, которое практически не затронуто человеческим воздействием. Оно не подвергалось осушению, поэтому здесь сохранились типичные болотные комплексы, дающие представление о местности, на которой строился Санкт-Петербург. Важная составляющая — это наличие мест стоянок птиц в низовьях рек Сестры и Чёрной, на северной части Сестрорецкого Разлива.

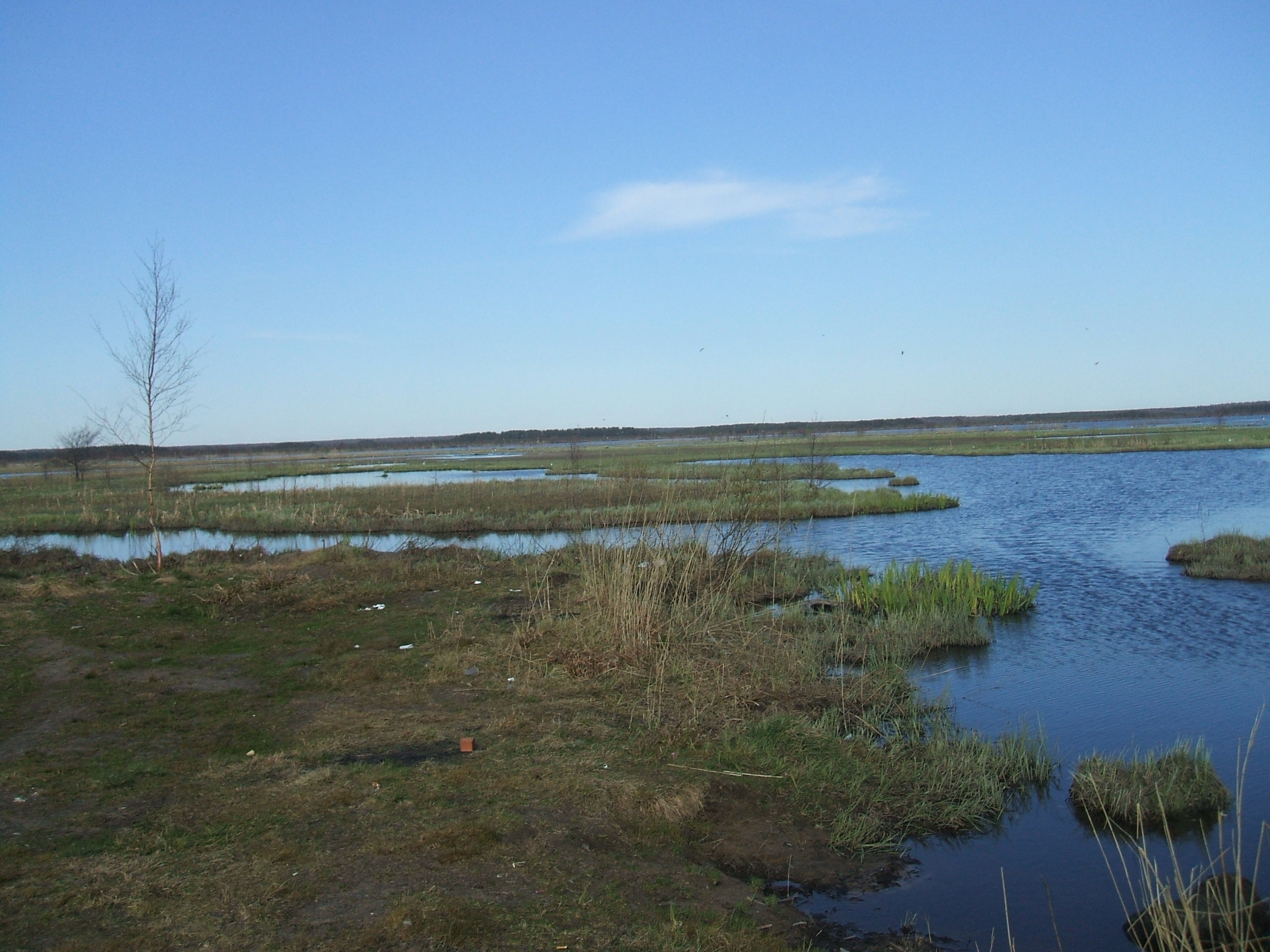
Устье Сестры в болоте (весна)

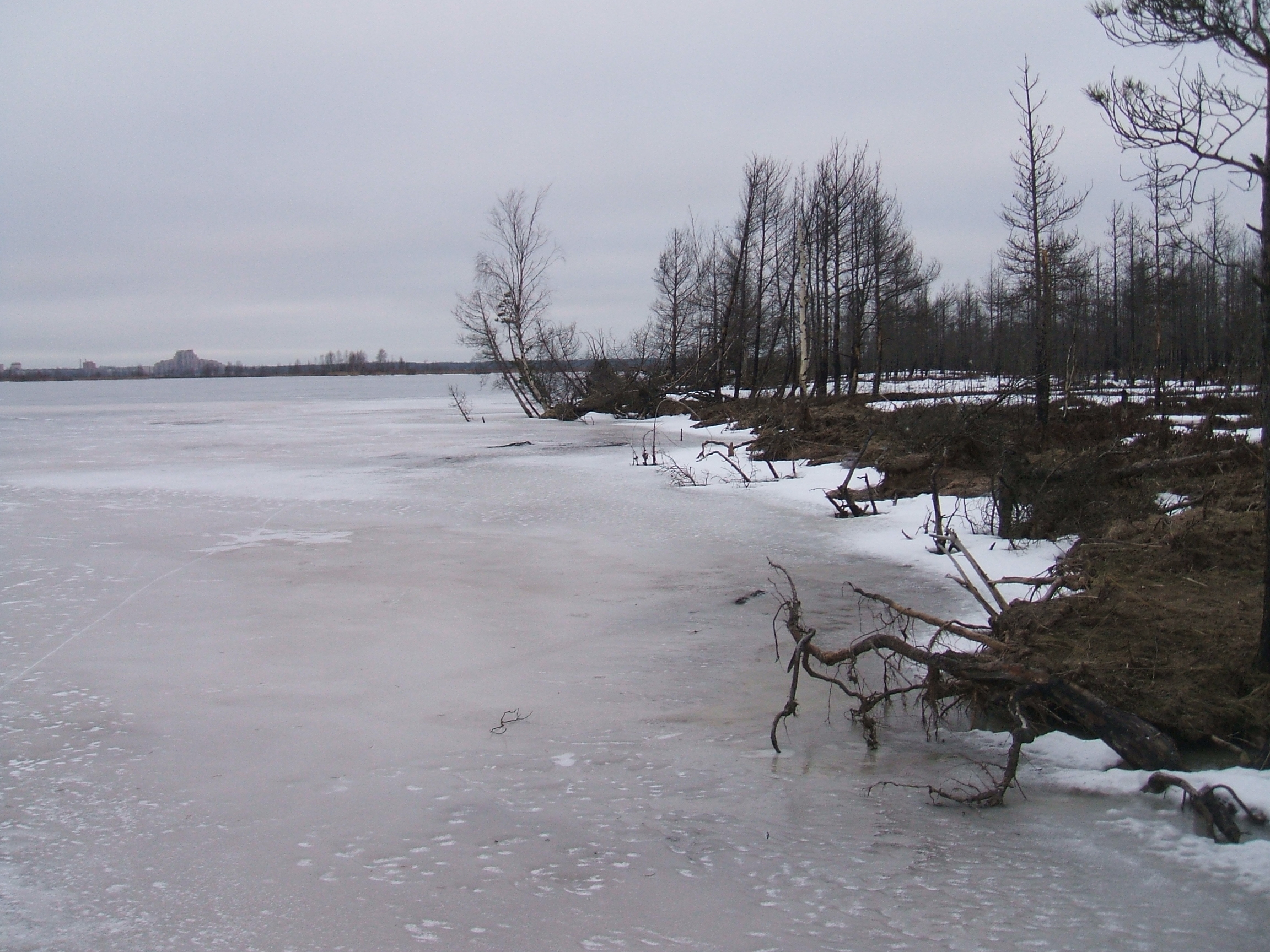
Размыв леса на берегу болота

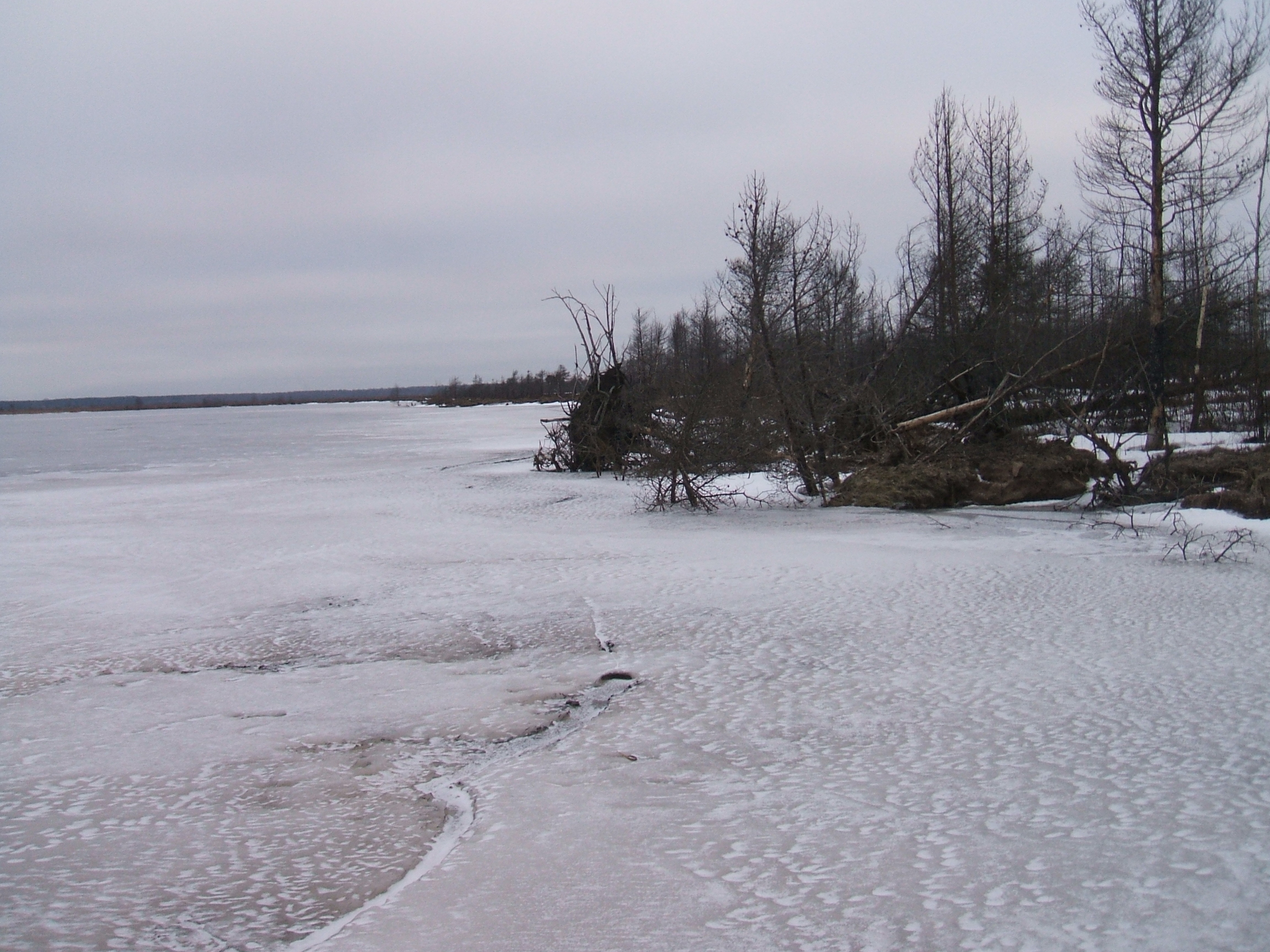
Волновая эрозия берега

## История
Земли Сестрорецкого болота начали осваиваться сразу после освобождения этих земель от вод древнего Литоринового моря около 5 тысяч лет назад. В основании Сестрорецких дюн найдены стоянки охотников и рыболовов культуры ямочно-гребенчатой керамики датируемые III—II тыс. до н. э. В дальнейшем окрестности болота были заселены прибалтийско-финскими племенами, а позднее русскими, ижорскими и карельскими земледельцами.
По Ореховскому миру 1323 года по болоту прошла граница Новгородского княжеств и Швеции:
…от Сестрее мох, середе мха гора, оттоле Сая река, от Сае Солнычныи камен, от Солнычнего камени на Чермьную Щелю, от Чермной Щелье на озеро Лембо, оттоле на мох на Пехкей, оттоле на озеро Кангас иерви, оттоле на Пурноярьви, оттоле… Янтоярви, оттоле Тержеярви, оттоле Сергилакши, оттоле Самосало, оттоле Жити, оттоле Кореломкошки, оттоле Колемакошки, оттоле Патсоеки, оттоле Каяно море…договор
После Северной войны территория была присоединена к Российской империи.
Так как территории занятые болотами непригодны для ведения сельского хозяйства, то Сестрорецкое болото сохранилось нетронутым. Оно избежало и осушения, и торфоразработок, широко практикуемых в XIX—XX веках. Единственным масштабным вмешательством человека в природу этих мест можно считать затопление южной части болота в XVIII веке при заполнении водохранилища (оз. Сестрорецкий Разлив), устроенного при строительстве оружейного завода в 1721 году.
Во время Великой Отечественной войны болото входило в систему Карельского укрепрайона. Немецкая авиация делала неоднократные попытки разбомбить плотины, удерживавшие воду в Сестрорецком Разливе на высоком уровне, что мешало диверсионно-наступательным операциям, помогая обороне Ленинграда. На берегу был построен ДОТ АПК-1 «Слон», в котором в 2009 году общество воинов-интернационалистов создало музей «Сестрорецкий рубеж».

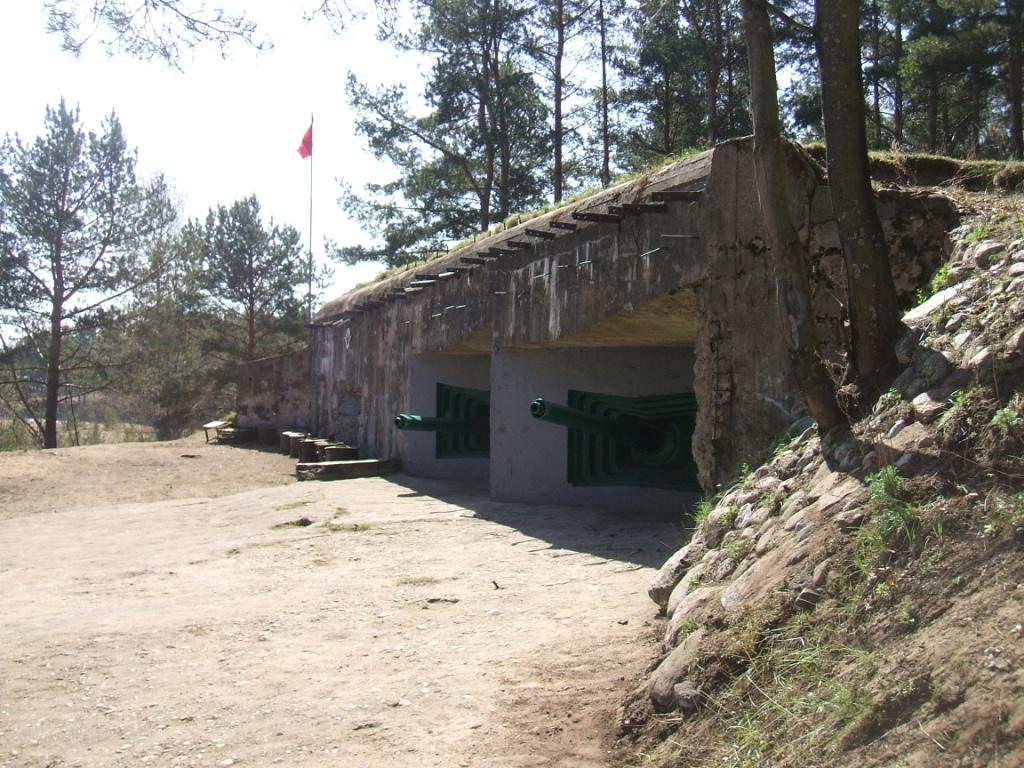
ДОТ «Слон»

## Правила поведения в заказнике
В границах Заказника запрещается любая деятельность, если она противоречит целям и задачам образования Заказника и может причинить вред природным комплексам и объектам, в том числе:
- строительство зданий, строений и сооружений
- загрязнение почв, грунтов, поверхностных и подземных вод
- нарушение почвенного покрова, производство земляных работ
- рубка древесной и кустарниковой растительности, нарушение растительного покрова, сбор растений
- загрязнение территории, размещение всех видов отходов
- разведение костров, сжигание сухих листьев и травы
- движение и стоянка механических транспортных средств
- движение и стоянка моторных плавательных средств
- повреждение ограждений, информационных знаков, стендов и других объектов инфраструктуры Заказника
- уничтожение объектов животного мира и причинение им вреда, изъятие объектов животного мира из среды их обитания, в том числе охота и рыболовство
- выгул домашних животных

Режим особой охраны обязаны соблюдать все без исключения физические и юридические лица. Лица, виновные в нарушении режима особой охраны заказника «Сестрорецкое болото», привлекаются к административной, уголовной и иной ответственности в соответствии с законодательством Российской Федерации.

## Флора Сестрорецкого болота

Травянистые представители ООПТ Сестрорецкое болото
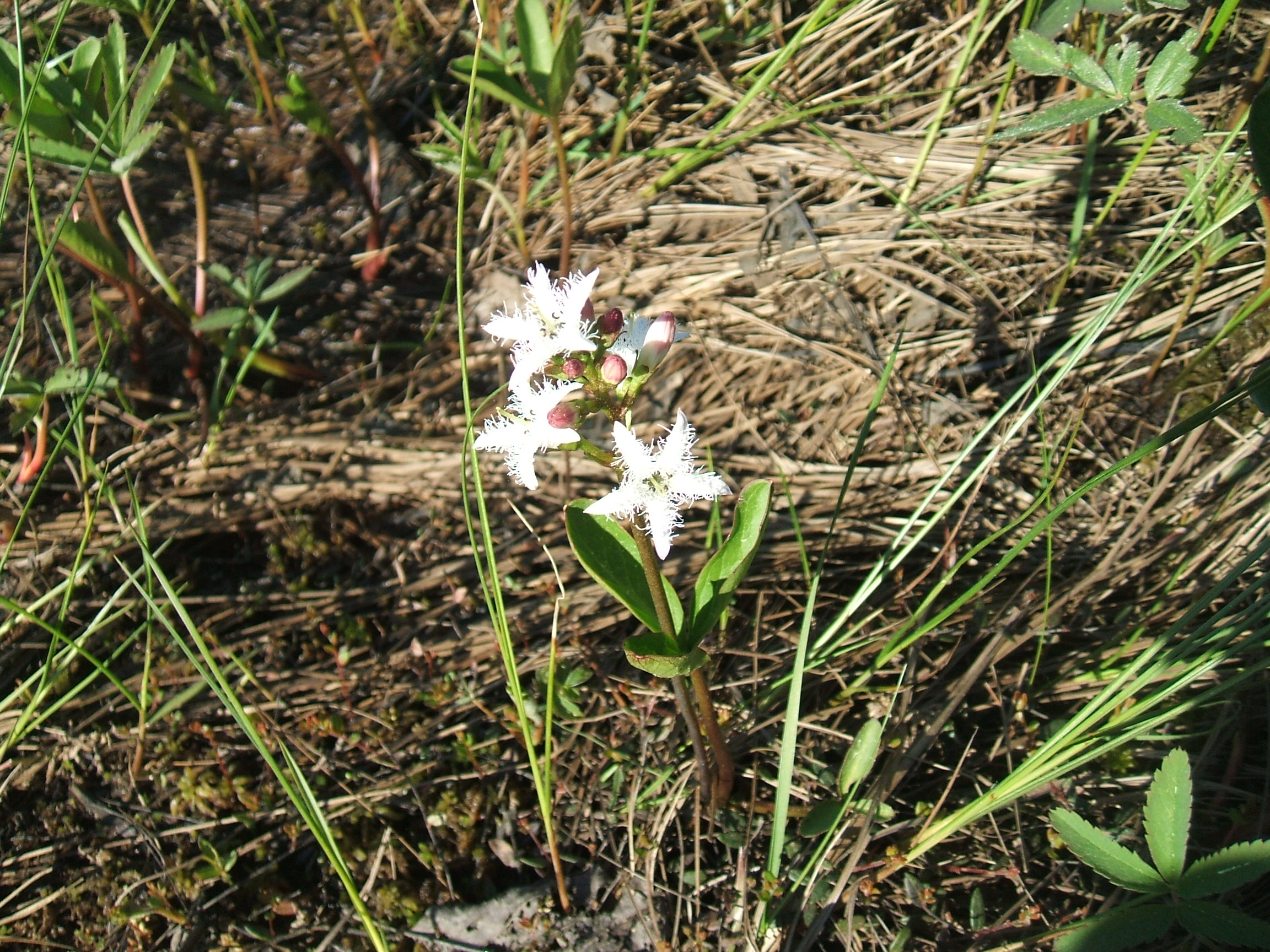
Вахта трёхлистная
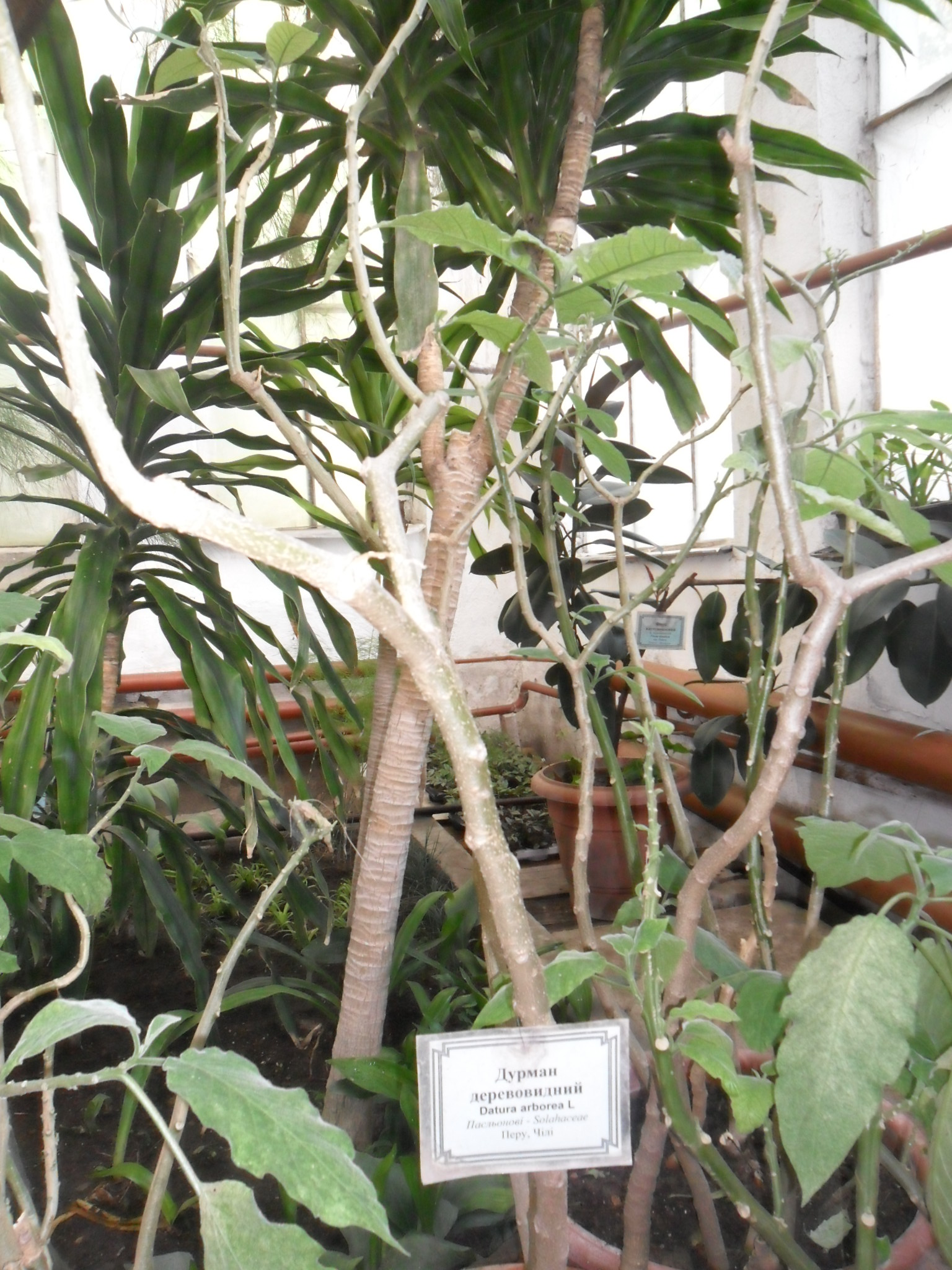
Дурман
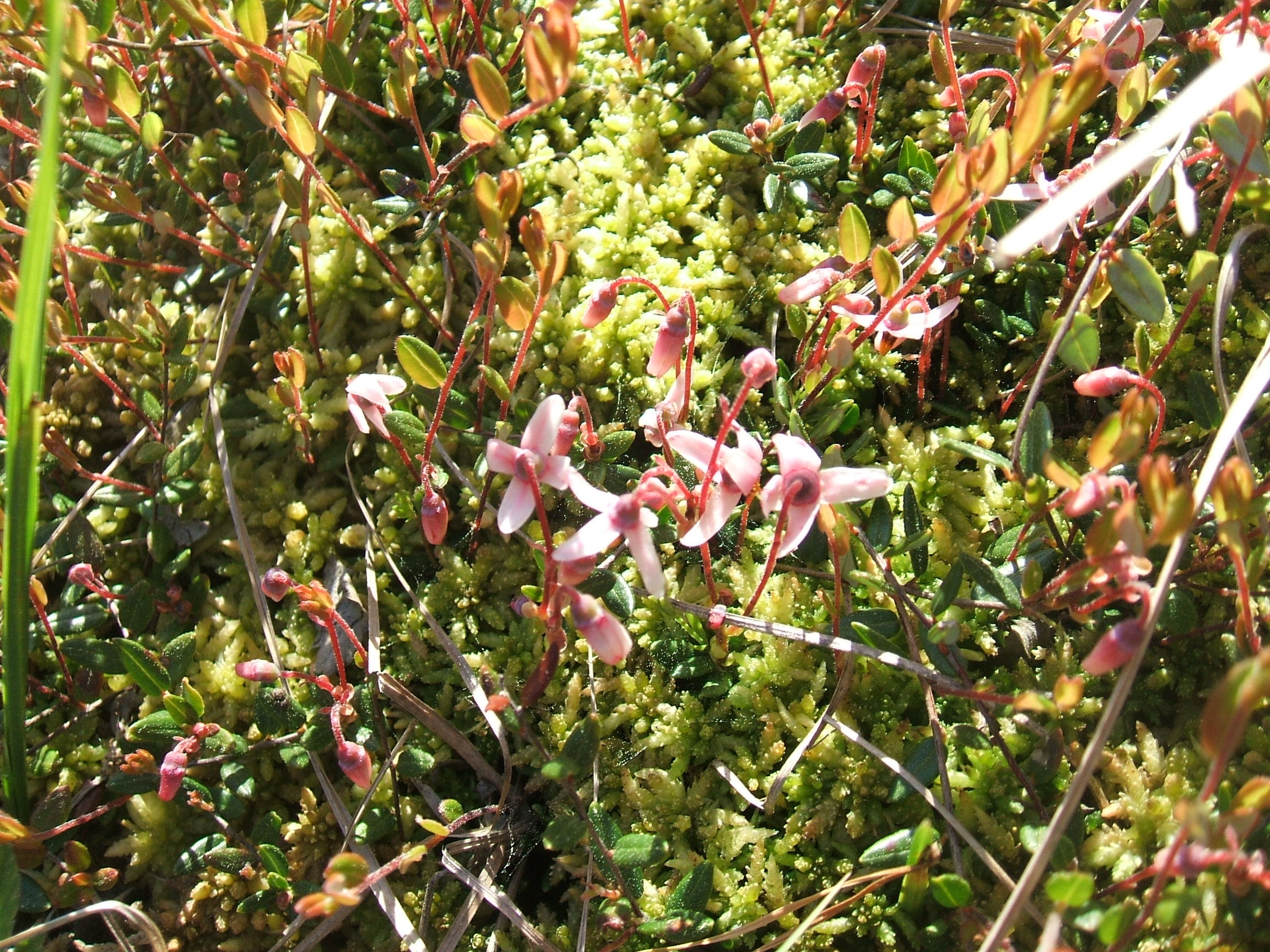
Клюква
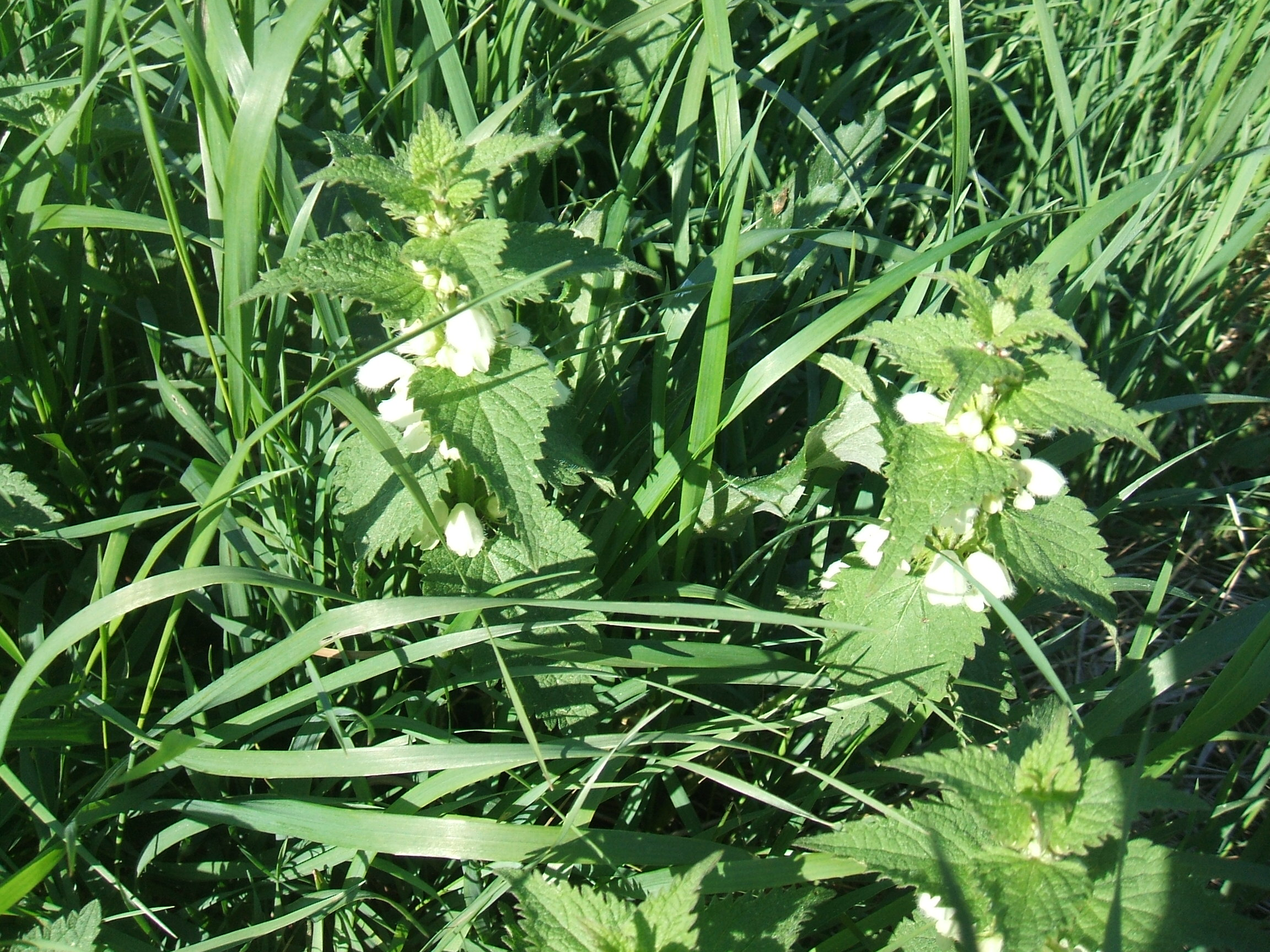
Яснотка
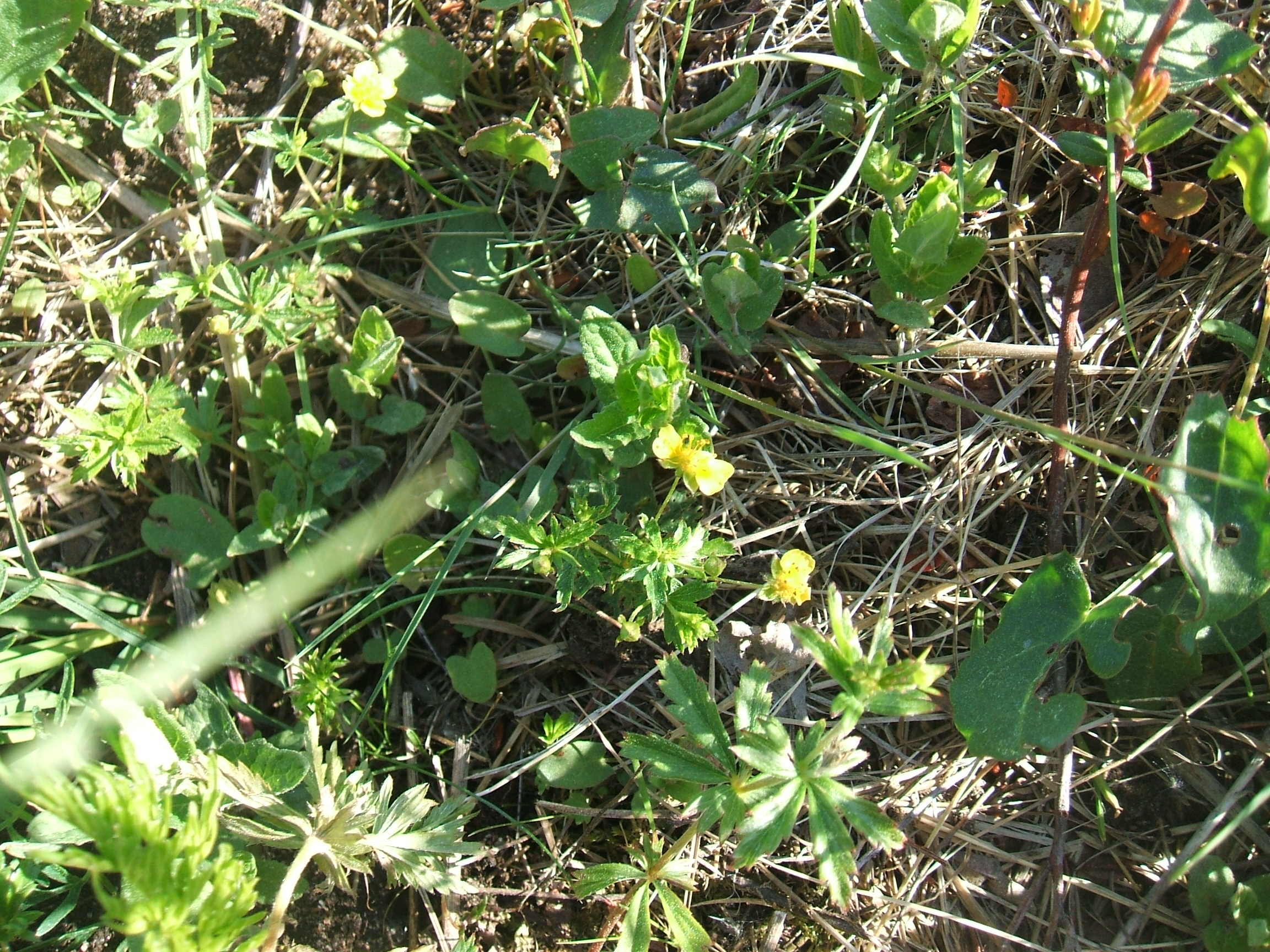
Лапчатка
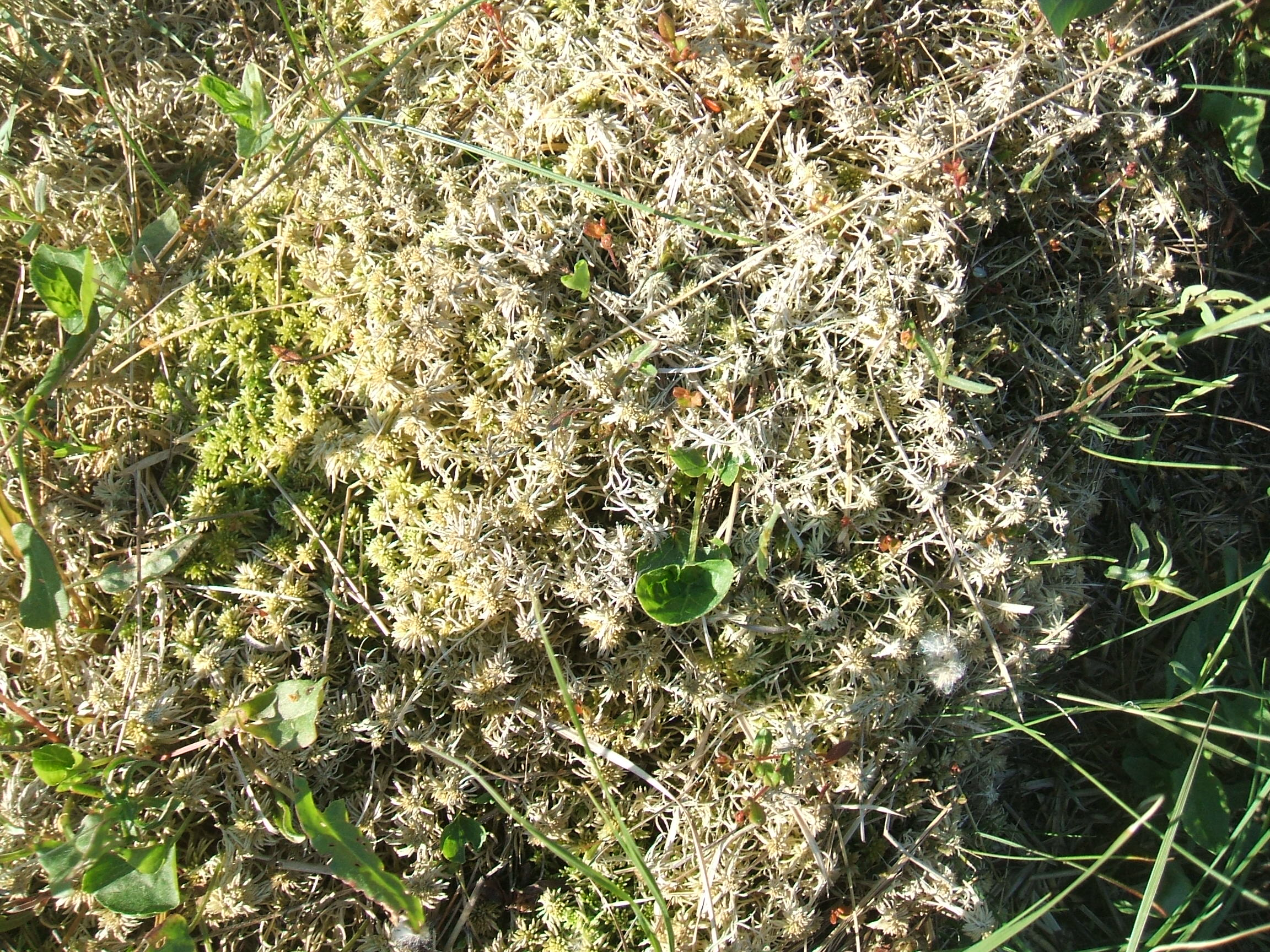
Мох сфагнум
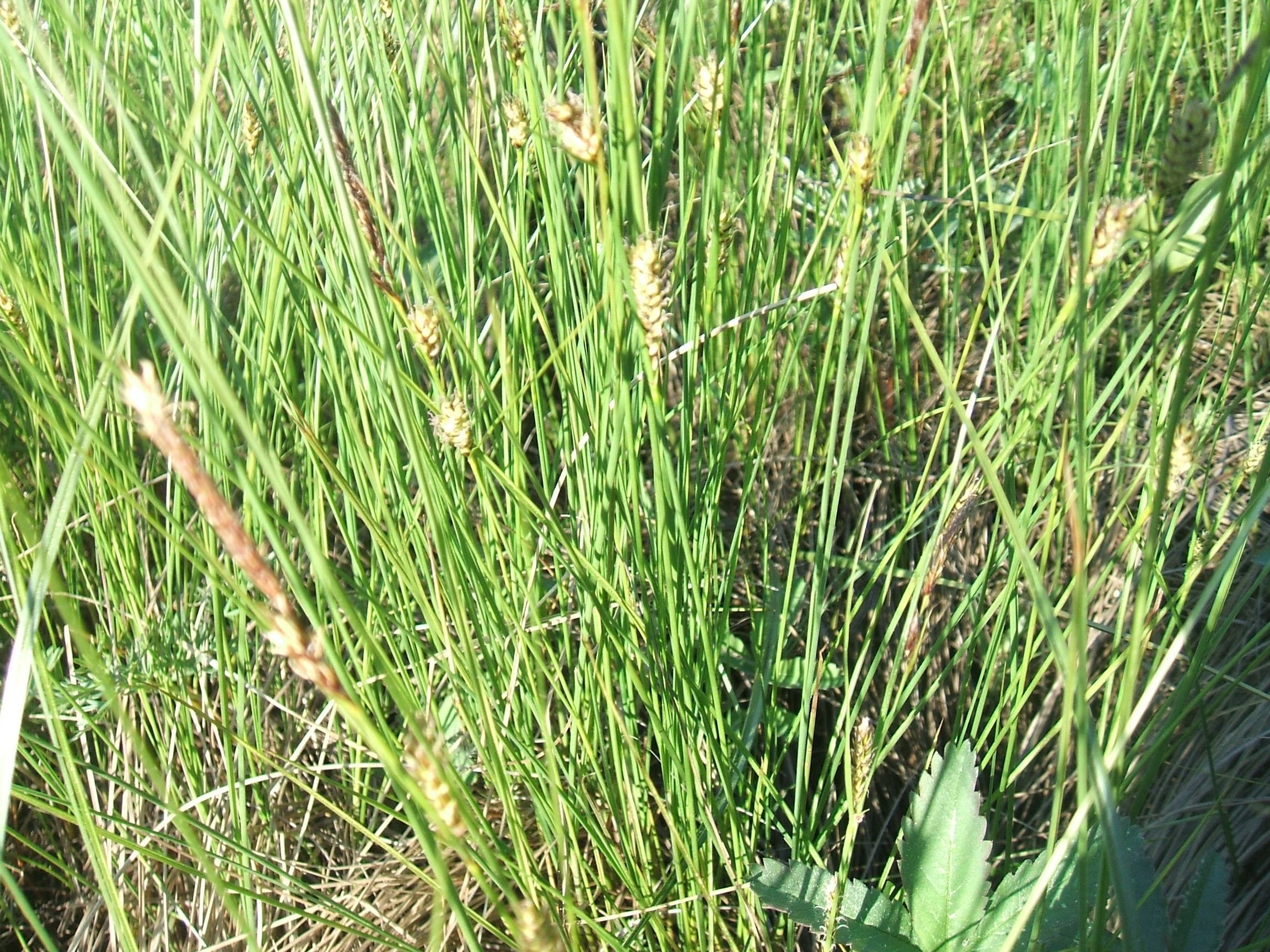
Осока
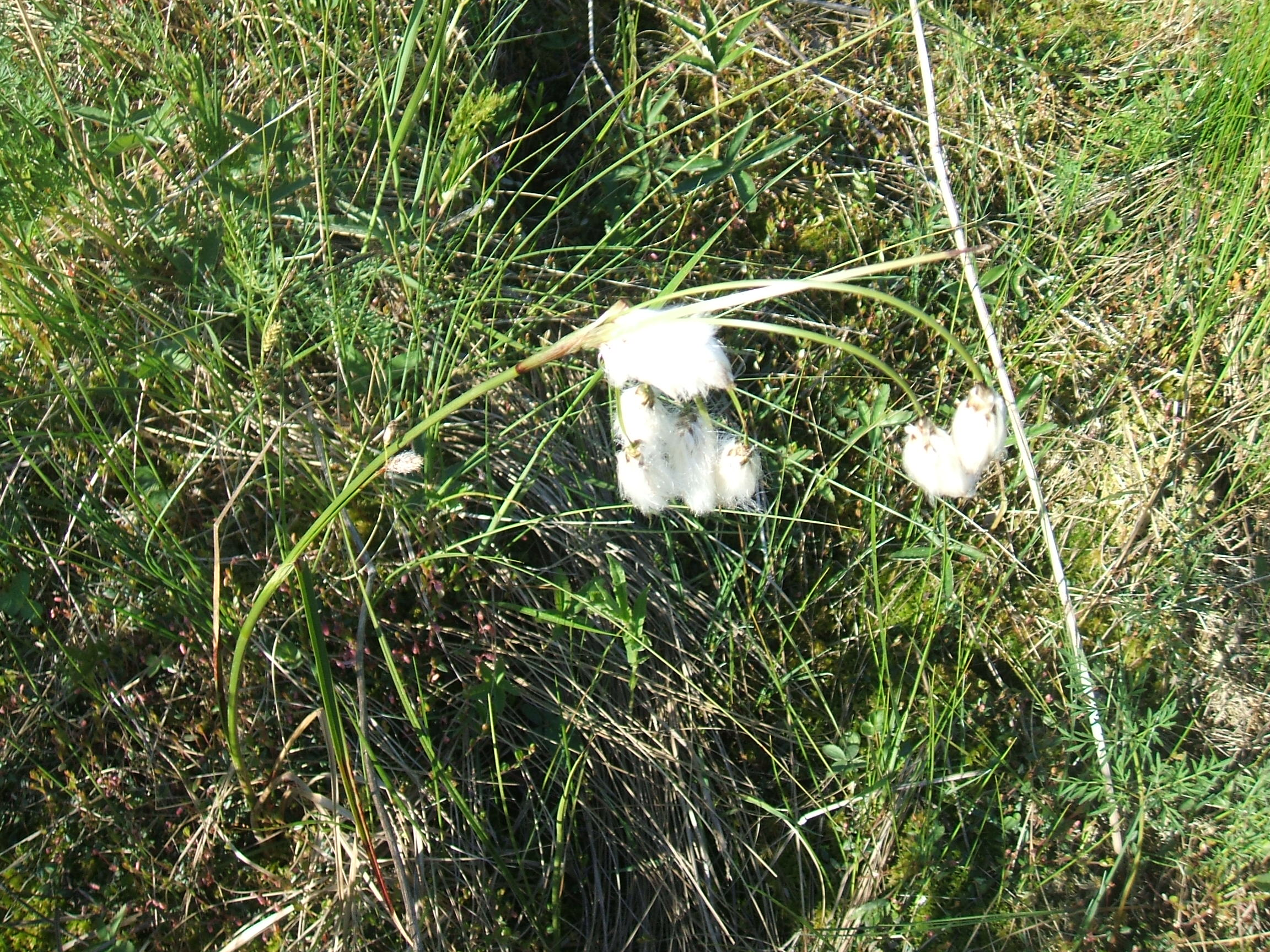
Пушица
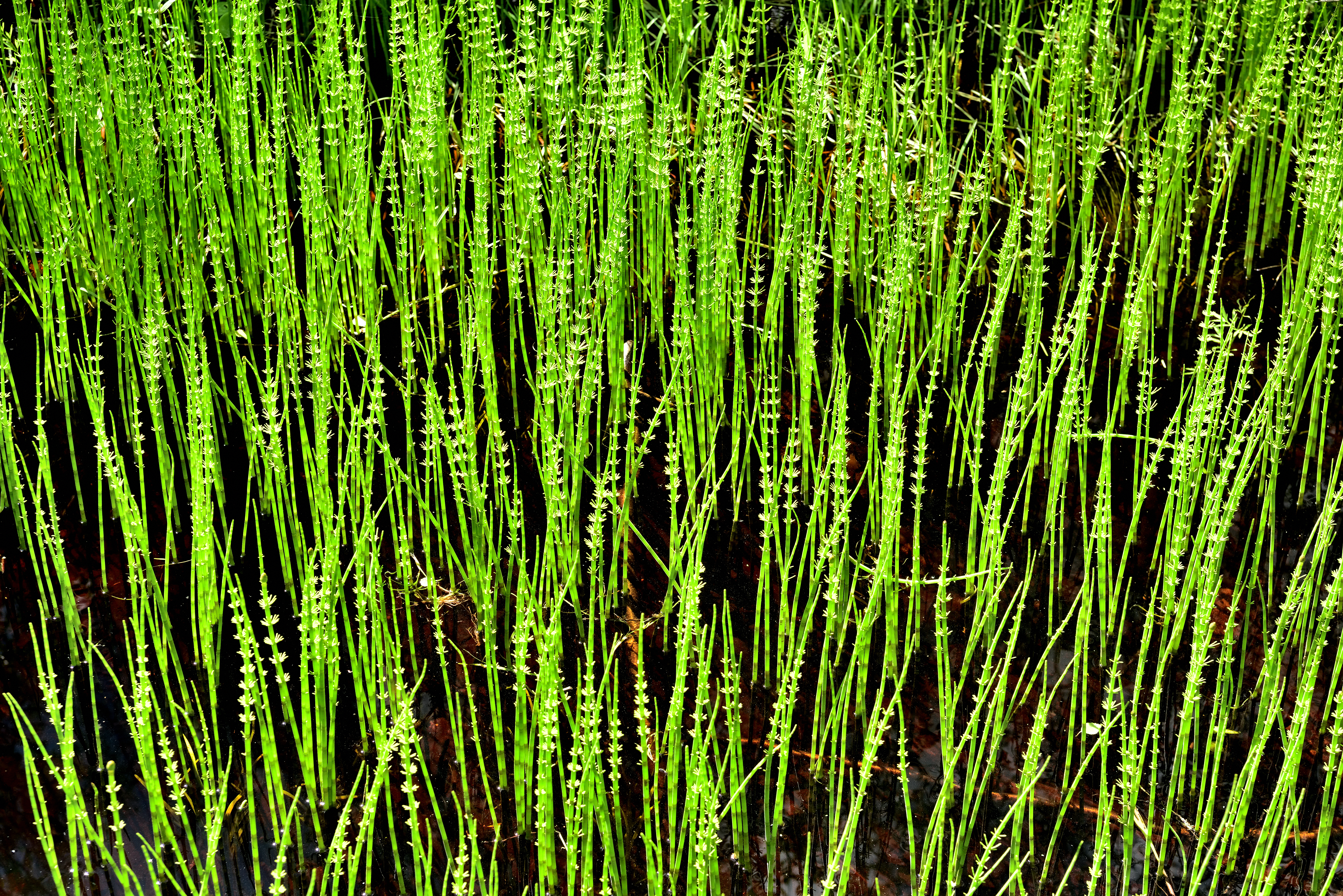
Хвощ приречный

## Фотогалерея

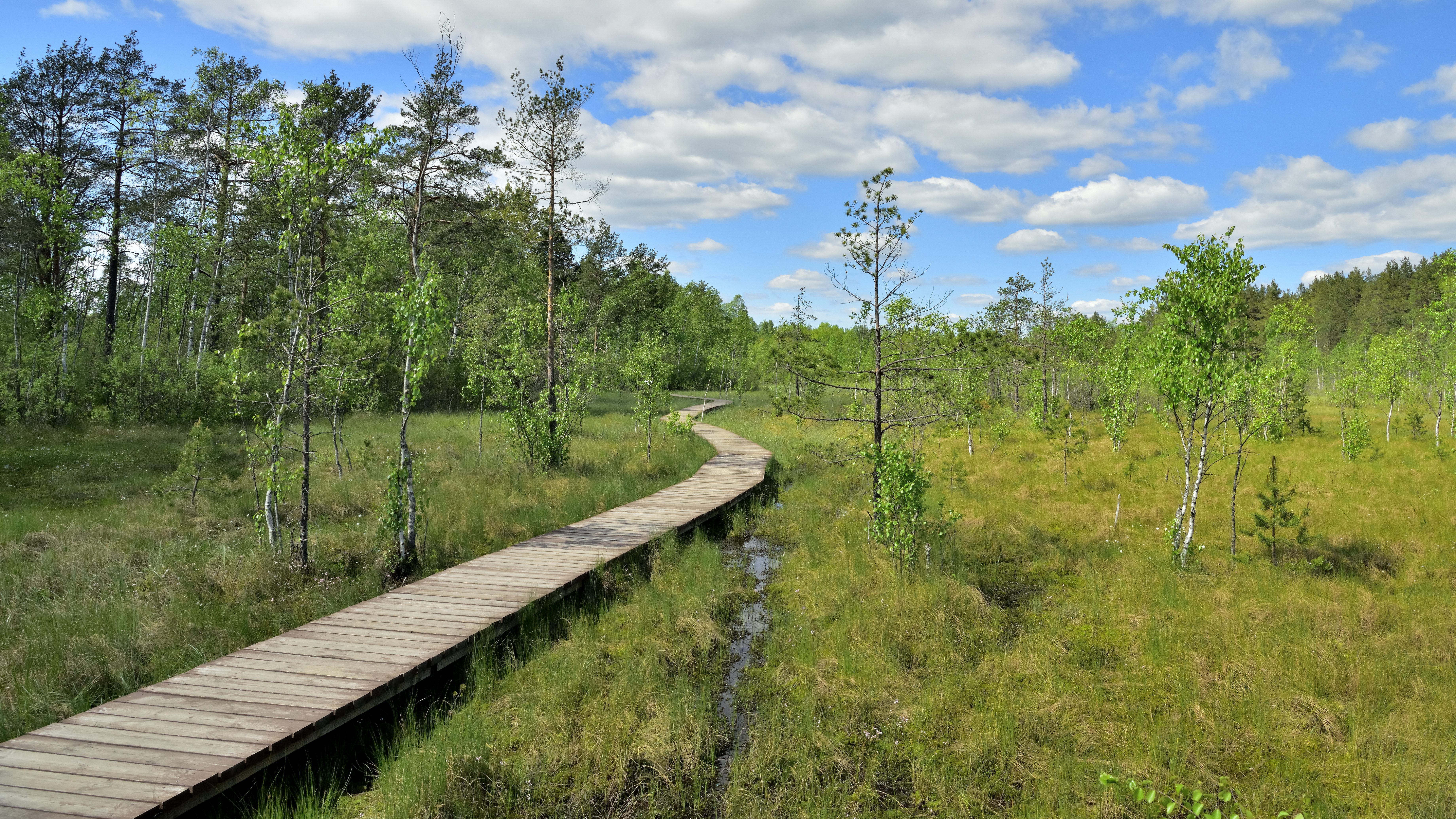
Экотропа на болоте
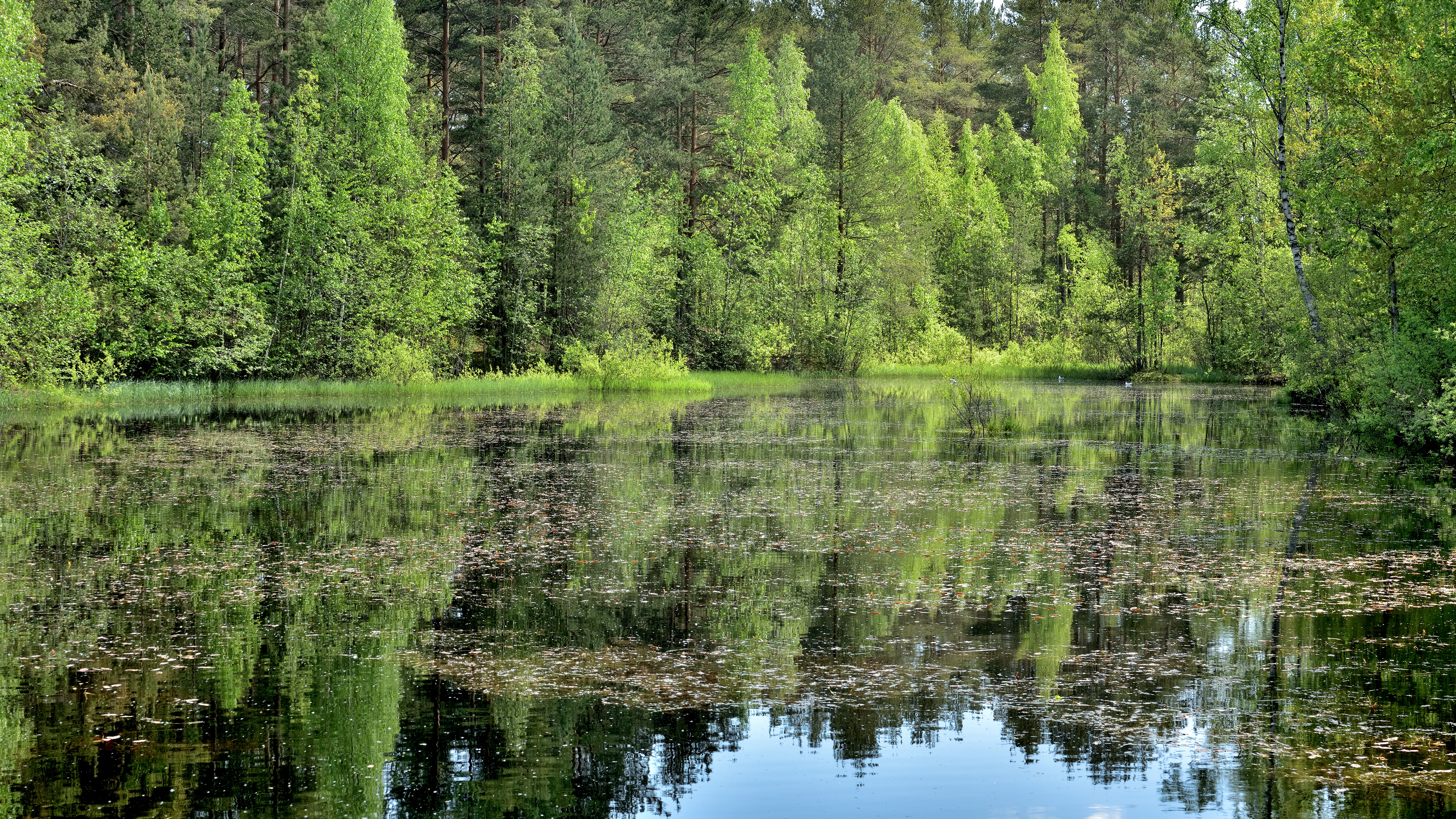
Участки чистой воды на краю болота со стороны Белоострова
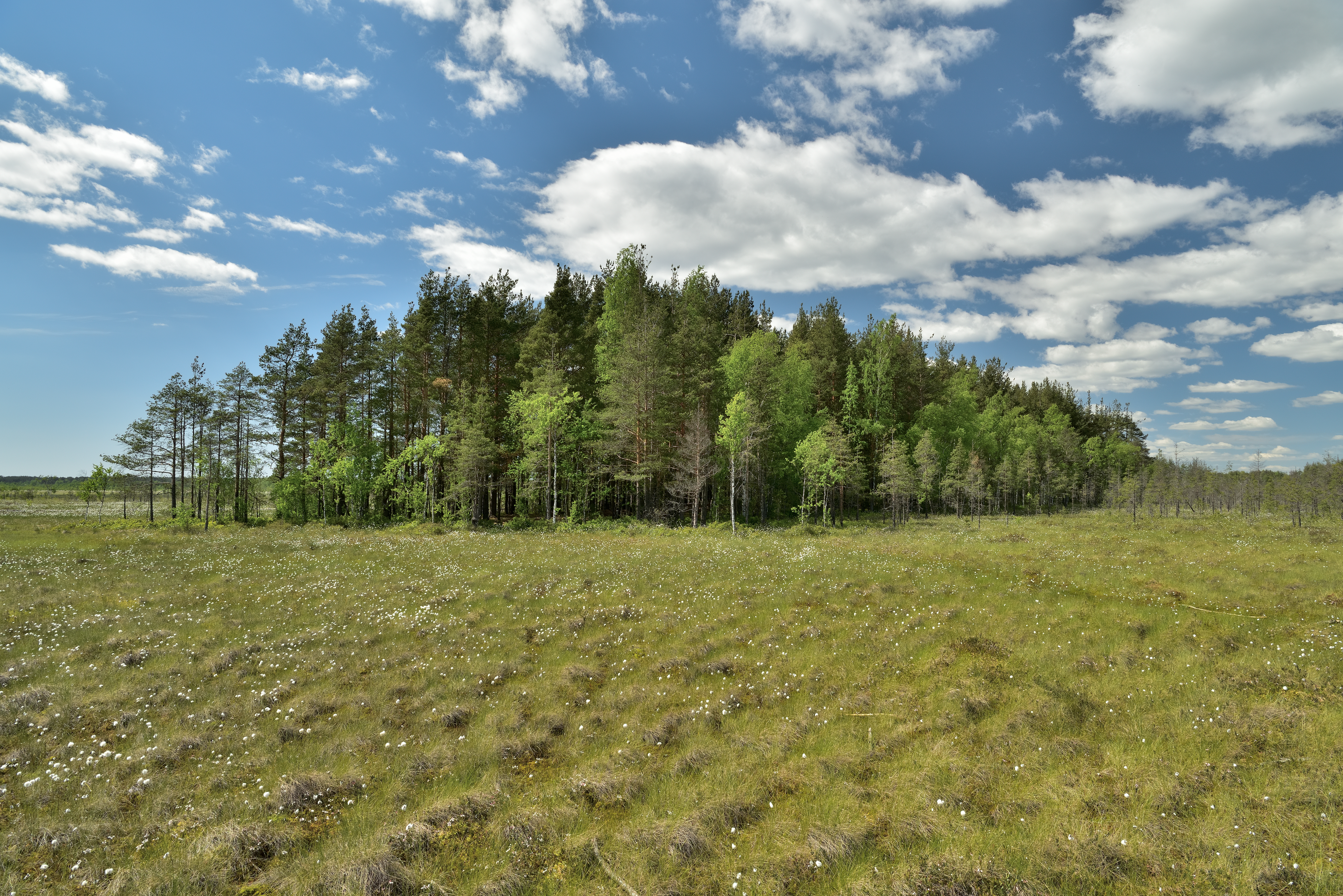
Участок леса
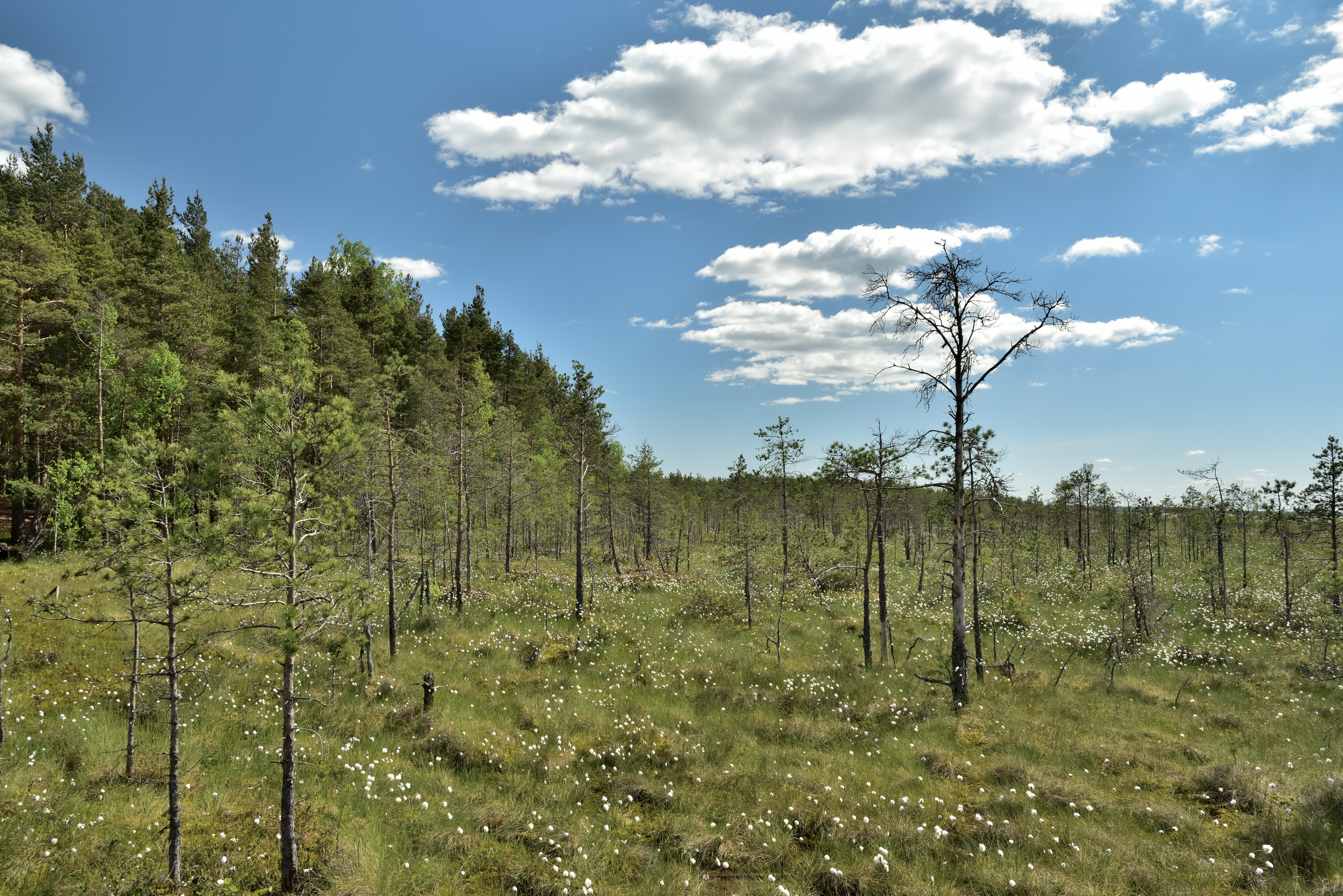
Болото с экотропы
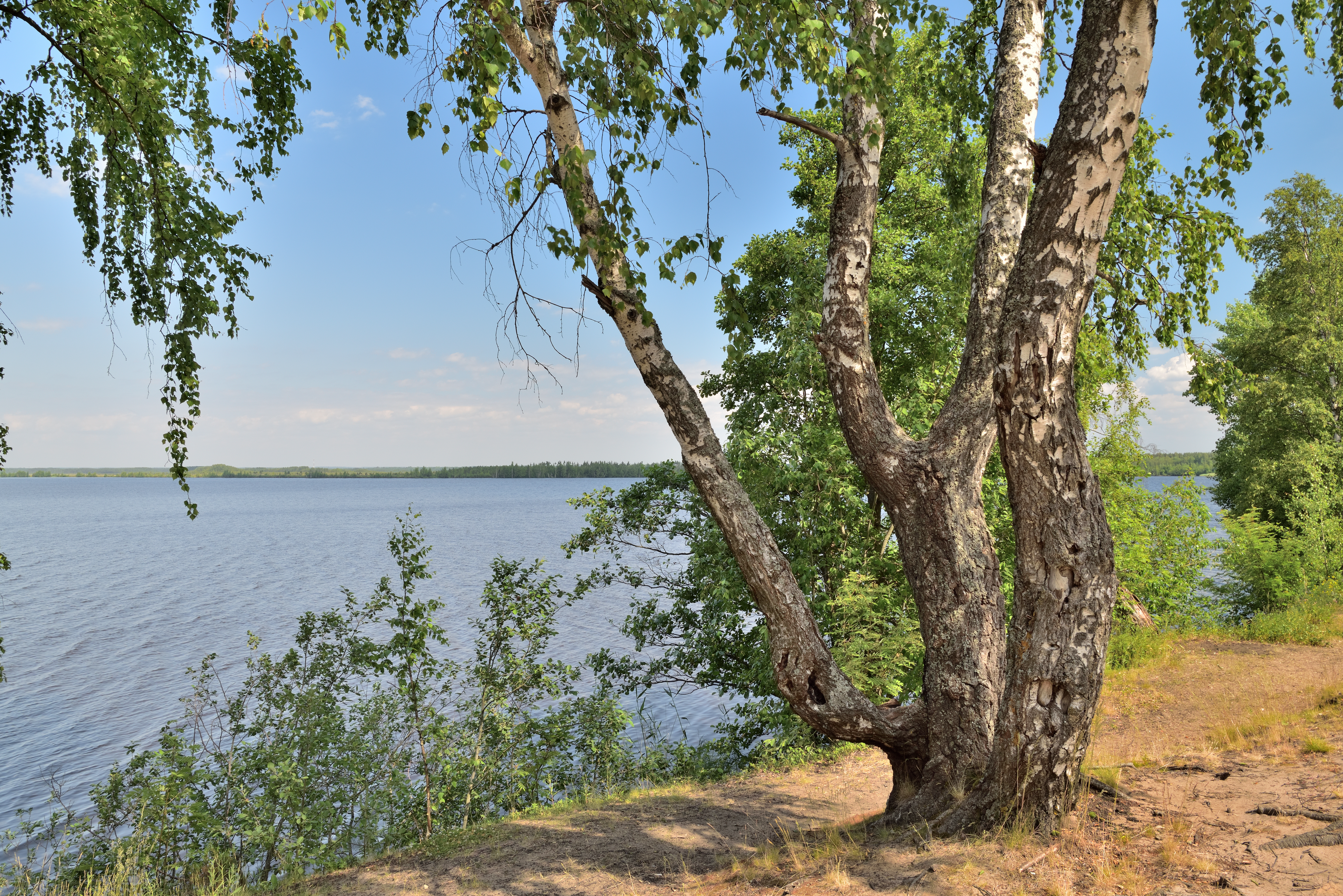
Берег Сестрорецкого разлива в заказнике
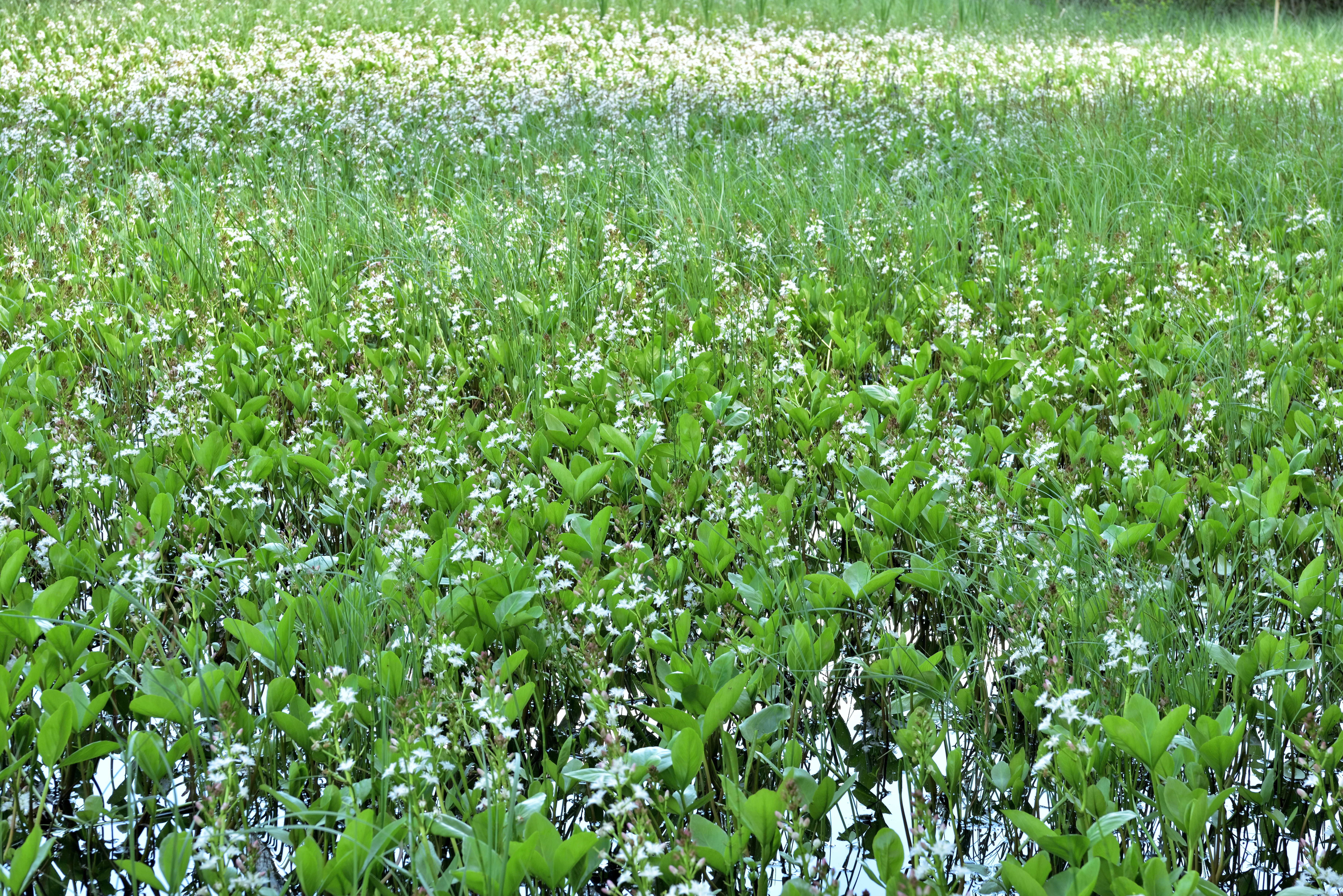
Поля трилистника Menyanthes
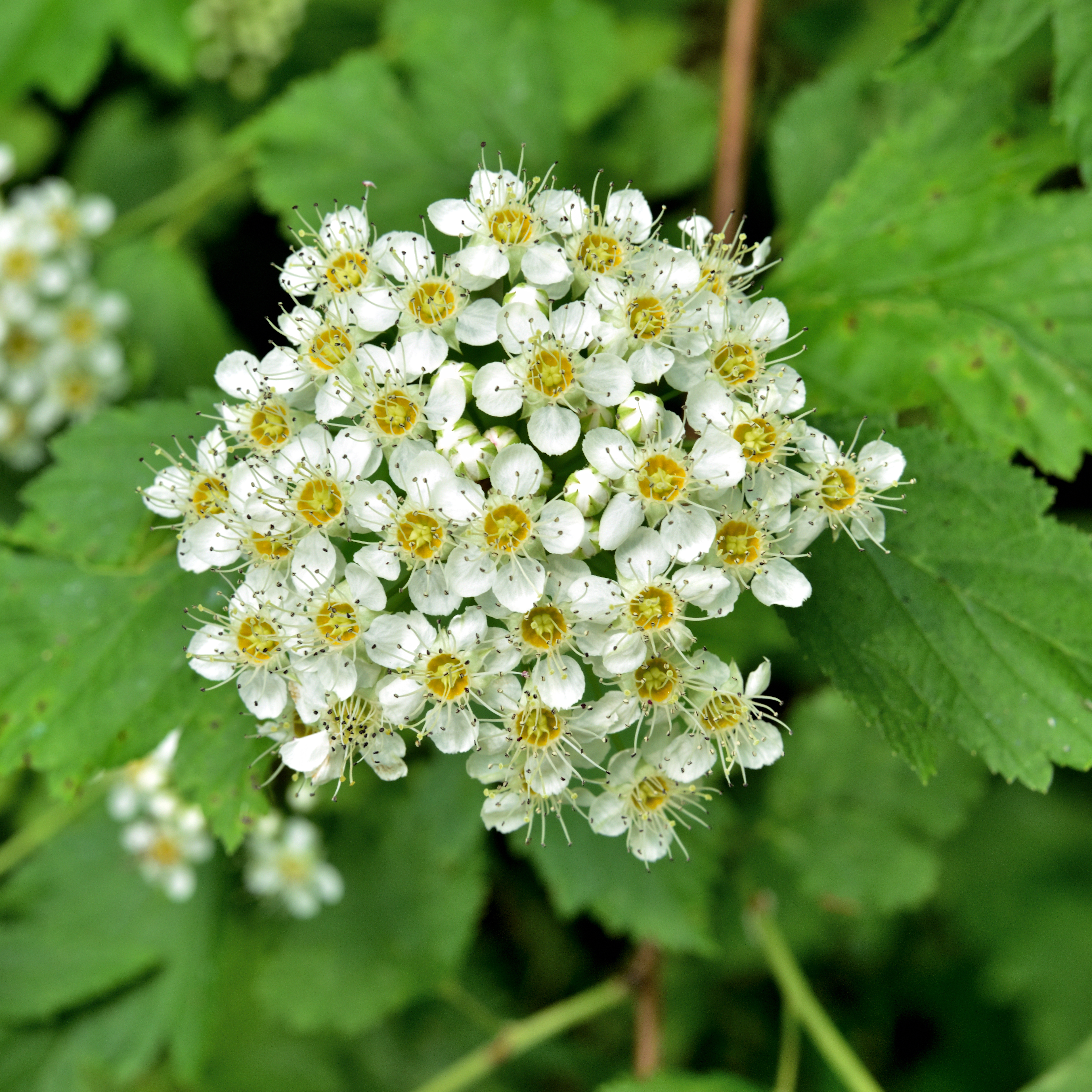
Spiraea в заказнике
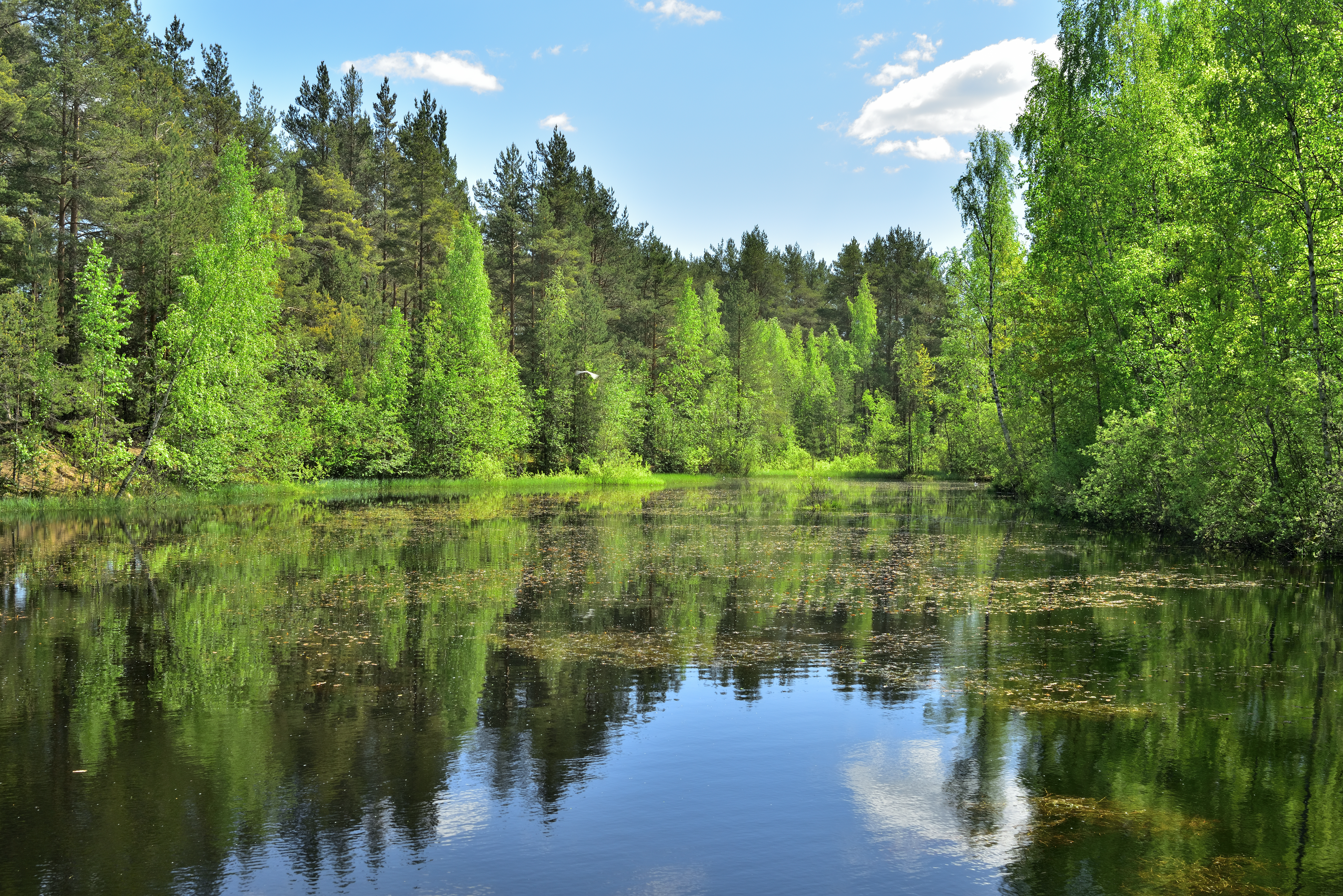
Озеро на болоте